# Hotchkiss M201
De Hotchkiss M201 was een jeep van de Franse fabrikant Hotchkiss, die de Willys MB jeep in licentie mocht bouwen. Voor de M201 werden slechts een beperkt aantal aanpassingen gedaan. Tussen 1955 en 1966 zijn bijna 28.000 exemplaren gebouwd.

## Geschiedenis
Na de Tweede Wereldoorlog bleven veel voertuigen en andere militair materieel achter in Europa. Veel van dit materieel werd opgenomen in de Europese legers in opbouw. Het was echter vaak in slechte staat, en Frankrijk vroeg de autofabrikant Delahaye een nieuwe jeep te ontwikkelen en te bouwen. Deze Delahaye VLR was echter geen succes en nadat nog geen 10.000 stuks waren gebouwd werd de productie in 1954 gestaakt. Het Franse leger moest dus op zoek naar een alternatief.
In 1945 had Frankrijk zo'n 22.000 jeeps in bezit (Willys MB en Ford GPW). Door de jeeps op te knappen, konden deze langer in gebruik blijven. Om de nog grote markt van militaire en civiele jeeps te onderhouden zou Hotchkiss in 1952, onder licentie, beginnen met de productie van reserveonderdelen voor de Willys MB en Ford GPW.
Met deze onderdelen zou het Etablissement de Réserve Générale du Matériel Automobile (ERGM/AU) hun wagenpark, bestaande uit zo'n 11.000 jeeps, nog voor een tiental jaren kunnen onderhouden. Het ERGM/AU kon oude jeeps opknappen, en meer, een nieuw wagenpark uitbouwen. Daartoe werden oude jeeps (Willys MB en Ford GPW) gedemonteerd om een grote voorraad aan onderdelen aan te leggen. Deze onderdelen werden vervolgens gebruikt om jeeps opnieuw samen te stellen. Hierbij werd geen belang gehecht aan wie de producent was van de onderdelen, zo kon één jeep bestaan uit onderdelen van Hotchkiss, Willys en Ford.
De jeeps die door het ERGM/AU werden samengesteld waren dus noch Hotchkiss, noch Willys, noch Ford jeeps maar geüniformiseerde jeeps. Ze kregen daarom de toevoeging VLTT. Vanaf 1955 zou Hotchkiss de licentie verwerven om complete Willys MB jeeps te produceren.
In 1955 bouwde Hotchkiss 465 jeeps, die bekendstonden als Hotchkiss Licence MBs. Deze leken heel veel op het Amerikaanse origineel. De militaire versie werd bekend als Hotchkiss M201. In 1966 had Hotchkiss in totaal 27.628 stuks geproduceerd. De opvolger zou de door autofabrikanten uit drie landen gefabriceerde Europa Jeep moeten worden. In afwachting van de komst van de Europa Jeep werd de levensduur van de M201's verlengd. Na het mislukken van het Europa Jeep-project koos het Franse leger voor de Peugeot P4. In 1981 waren nog 8.000 stuks M201 in dienst. De laatste M201 verdween in het jaar 2000 uit de sterkte.

## Beschrijving

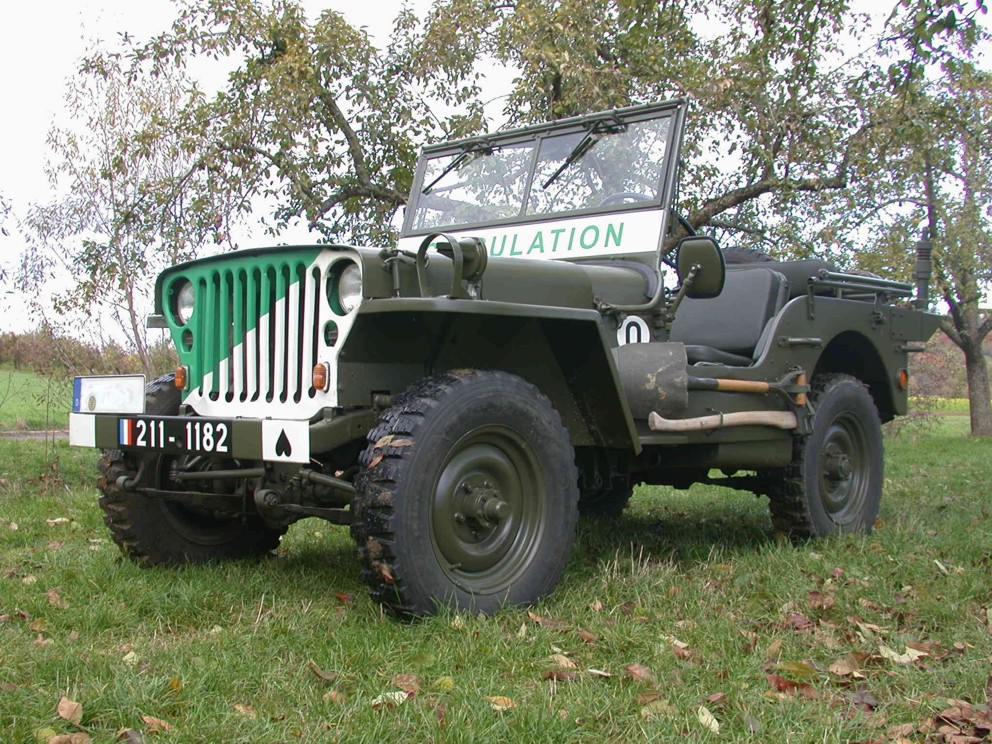
Gerestaureerde M201

De M201 is een lichte, niet-gepantserde vierwielaangedreven auto en was bijna een kopie van de originele Willys MB. Het gebruik van Franse onderdelen werd wel aangemoedigd. De meest eenvoudige manier om de Hotchkiss M201 van de Willys MB te onderscheiden is de positie van de rustpunten van de voorruit; bij de Hotchkiss zitten deze op de bovenstijl van de voorruit en bij de Willys op de motorkap.

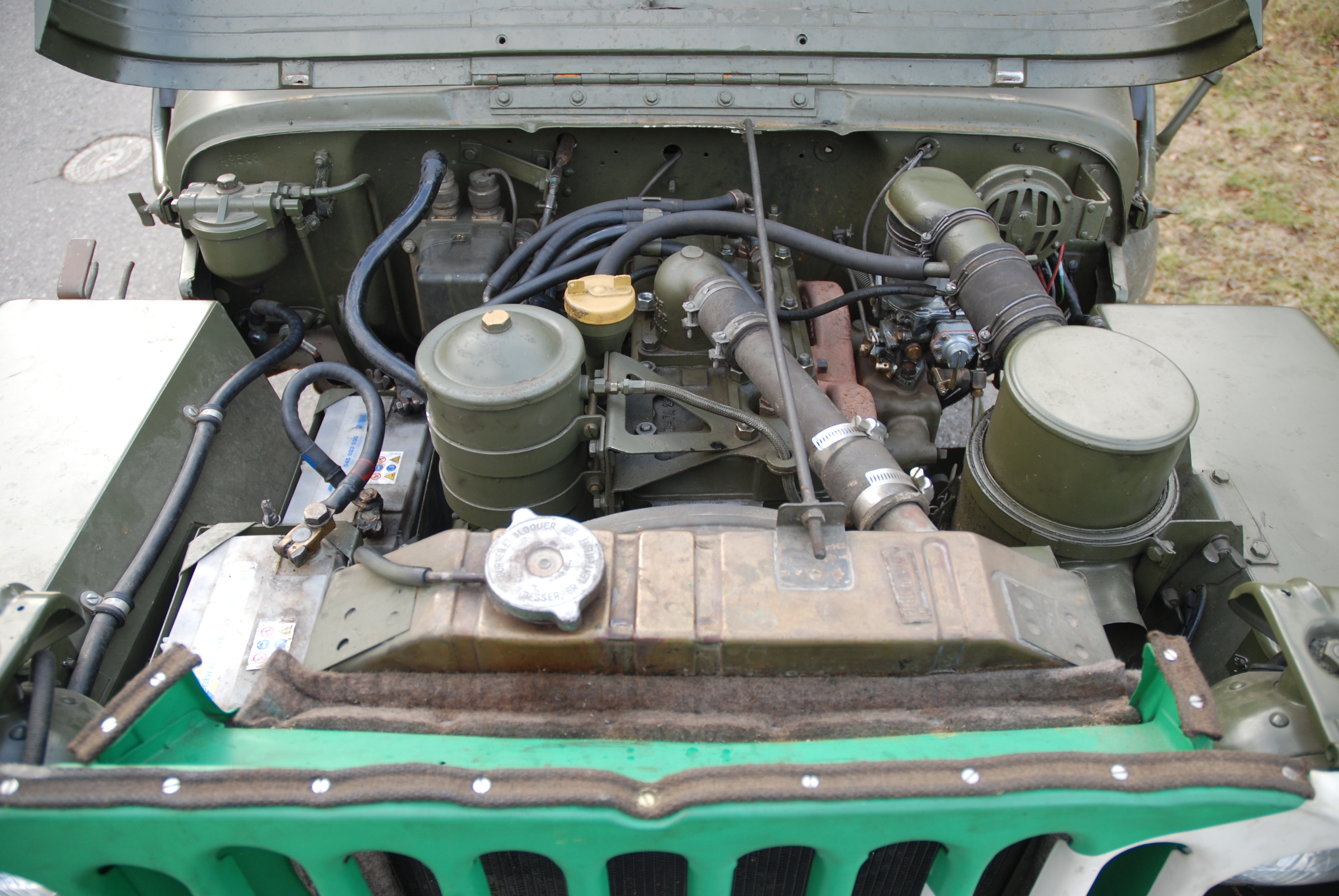
Motor van de M201

De M201 had een 2,2 liter benzinemotor met vier cilinders. Dit was een Willys Go Devil motor die ook in de originele versie was gebruikt. De enige verandering was het elektrisch systeem. Bij de Willys MB was dit nog 6 volt; bij de M201 werd 24 volt gebruikt. Hiervoor was een extra accu nodig en daarom moesten enkele onderdelen onder de motorkap een andere plaats krijgen. De versnellingsbak had drie versnellingen vooruit en een achteruit. Door de installatie van een extra reductiebak konden de versnellingen in hoge- als lage gearing gebruikt worden (3F1Rx2).
Naast de standaarduitvoering werd nog speciale versie gebouwd voor gebruik in de woestijn. De M201 werd verder aangepast om te dienen als wapendrager voor diverse antitankwapens zoals de SS10, ENTAC en Milan raketten en de terugstootloze vuurmond M40 met een kaliber van 106mm.

## Naslagwerk
- (en)  Pat Ware, The illustrated guide to militairy vehicles, uitgever: Hermes House, p. 124